# Британська імперія
51°30′26″ пн. ш. 0°07′39″ зх. д. / 51.507222° пн. ш. 0.1275° зх. д.

Прапор Сполученого Королівства

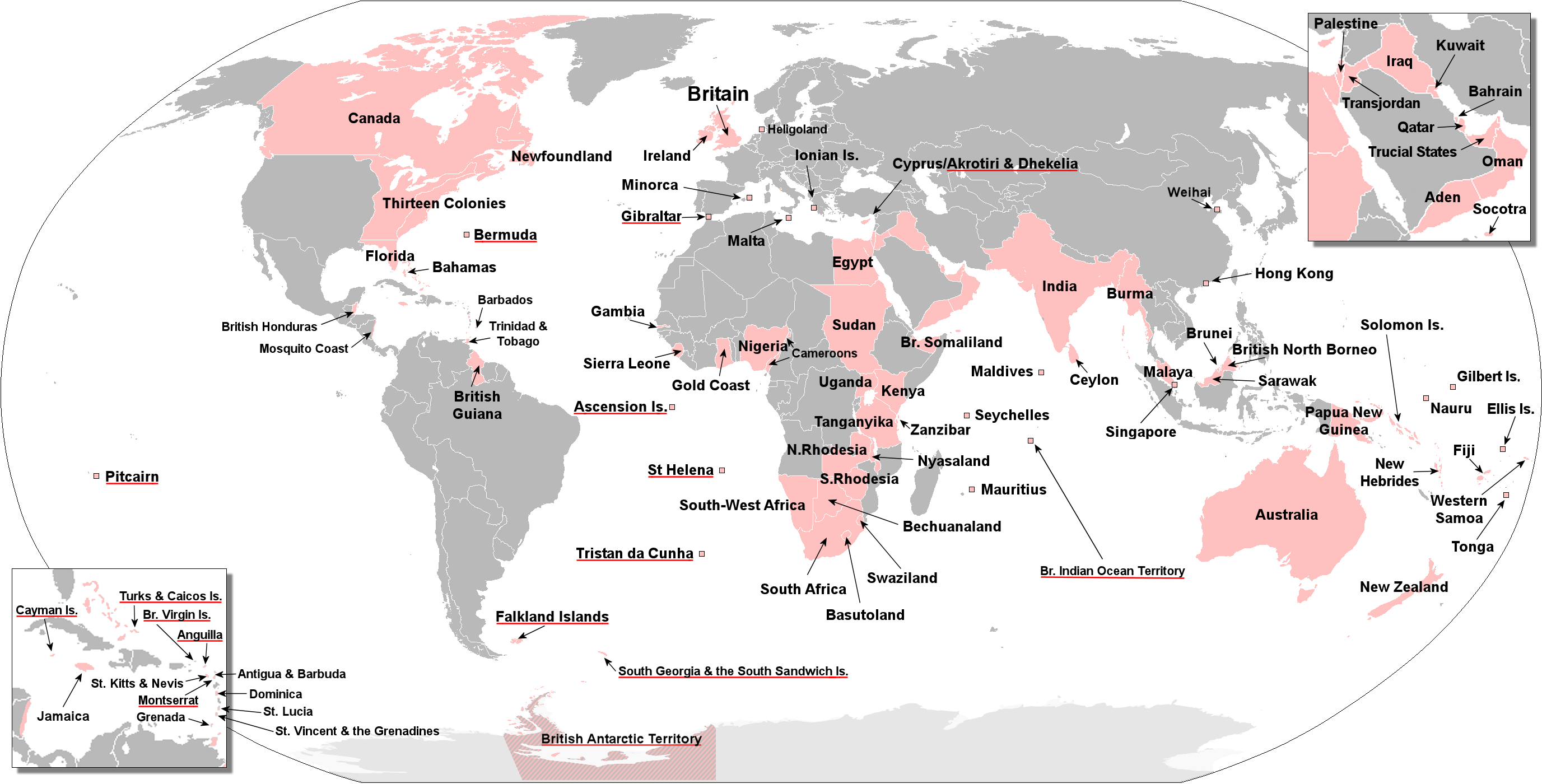
Території, що коли-небудь належали до Британської імперії.

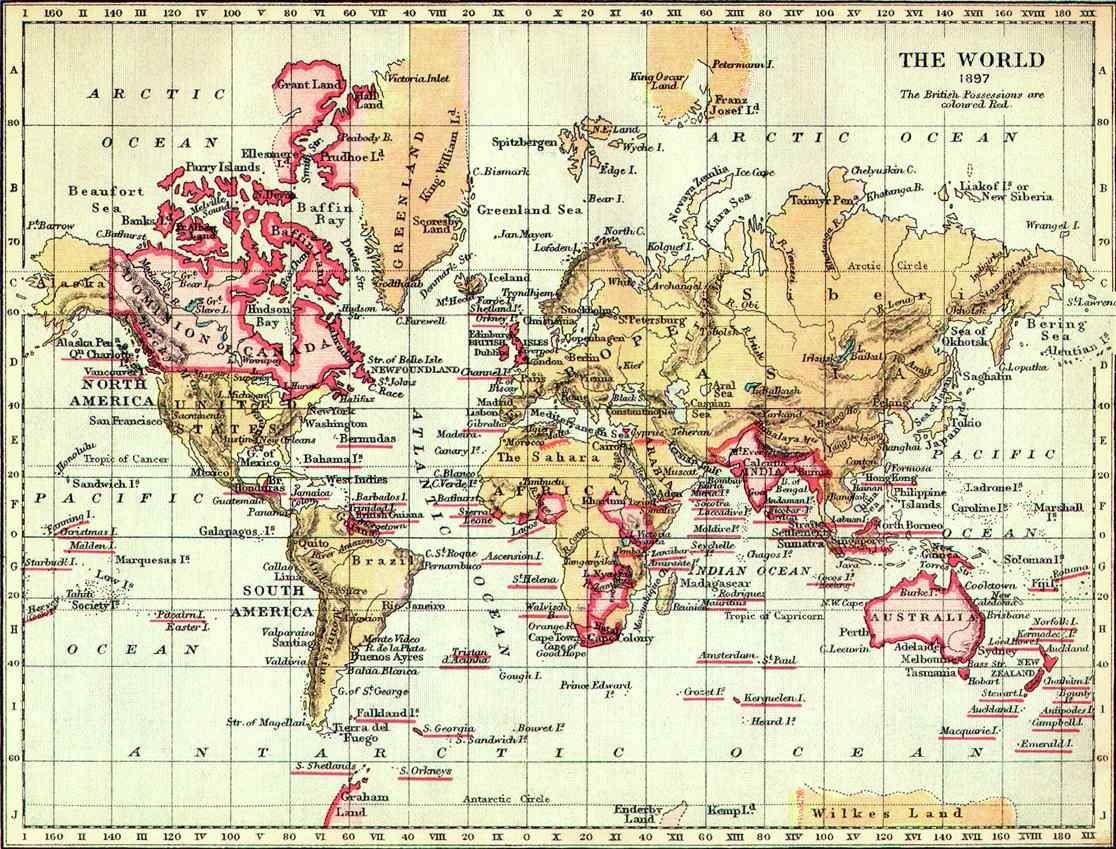
Британська імперія, «над якою ніколи не заходить сонце», у 1897 році (кордони окреслено червоним)

Брита́нська імпе́рія (англ. British Empire) включала домініони, колонії, протекторати, мандати на інші території, що перебували під владою Сполученого Королівства та його держав-попередників. Виникла внаслідок заснування Королівством Англія заморських територій та торговельних постів у період з кінця XVI ст. по початок XVIII ст. У період піку свого розквіту була найбільшою імперією в історії, а також протягом більше ста років була головною глобальною силою у світі. Станом на 1913 рік населення Британської імперії складало понад 412 млн осіб (23 % населення світу на той час), а станом на 1920 рік площа імперії складала понад 35,5 млн км² (24 % поверхні світу). Як наслідок, її політична, юридична, мовна та культурна спадщина набули значного поширення. В часи піку її розвитку Британську імперію часто описували фразою «Імперія, над якою ніколи не заходить Сонце» (англ. the empire on which the sun never sets), оскільки через її величезні розміри сонце завжди світило принаймні над якоюсь її частиною.
Після Другої світової війни більшість колоній Британії стали незалежними. Спадкоємицею Британської імперії вважається Британська Співдружність.

## Виникнення
Словосполучення «Британська імперія» (англ. British Empire) традиційно приписують англійському науковцю та раднику королеви Єлизавети I — Джону Ді (англ. John Dee), який у другій половині XVI століття розробляв ідею створення могутньої морської імперії для протидії впливу Іспанії та Португалії.
Однак фактичні передумови формування імперії виникли ще до унії Англії та Шотландії у 1707 році, коли обидва королівства існували як окремі держави.

### Ранні експедиції та конкуренція з Іспанією
- У 1496 році король Генріх VII, оговтавшись після Столітньої війни та Війни Червоної та Білої троянд, надав італійському мореплавцю Джону Каботу дозвіл на морські подорожі в пошуках західного шляху до Азії через Атлантичний океан.
- У 1497 році Кабот досяг узбережжя Ньюфаундленду (сучасна Канада), що стало першою англійською спробою колонізації в Новому Світі.[1]

Після успіхів Іспанської та Португальської імперій в Атлантиці, Англія розпочала практику каперства — надаючи приватним особам, як-от Джон Гокінс та Френсіс Дрейк, право на захоплення іспанських кораблів та колоній. Це стало першим проявом неофіційного імперіалізму, орієнтованого на здобич та послаблення конкурентів.
Попри ці кроки, англійські зусилля запізнилися:  
- Іспанія вже захопила більшість Латинської Америки;
- Португалія закріпилася у Бразилії;
- Франція створила колонію Нова Франція на річці Святого Лаврентія.[6]

### Підкорення Ірландії
Паралельно, у самій Британії відбувалися процеси колонізації:
- У XVI столітті Англія відновила контроль над Ірландією, здійснюючи політику поселень — конфісковані землі передавалися англійським колоністам.
- Після придушення повстання 1530-х років, Генріх VIII у 1541 році проголосив себе королем Ірландії, що формалізувало залежність острова.
- До початку XVII століття Англія остаточно зміцнила контроль над усією Ірландією, використовуючи її як базу для подальшої експансії.

### Конфлікт з Іспанією
- Із кінця XVI століття розпочалась Англо-іспанська війна (1585—1604), під час якої Іспанія систематично перешкоджала англійському впливу в Ірландії та колоніальній експансії.
- Війна завершилася у 1604 році підписанням Лондонського договору, за яким Англія зобов’язувалася припинити піратство й не втручатися у справи Іспанії в Нідерландах. В обмін Іспанія погодилася на невтручання в справи Ірландії.

## Перша британська імперія

### Початок експансії
У 1583 р. острів Ньюфаундленд був проголошений англійським володінням — першою заморською колонією Королівства Англія, що поклало початок імперії. Висадився на Ньюфаундленді сер Гамфрі Ґілберт, якому в 1578 році королева Єлизавета I дарувала патент на відкриття й дослідження заморських земель, відправивши його за море із завданням вчинити піратський рейд, а потім, на зворотному шляху заснувати колонію. Погана погода перешкодила першій експедиції, але друга дісталася до острова й оголосила його володінням англійської корони, хоча й не залишила поселення. В 1584 році Волтер Релі отримав схожий патент від королеви й заснував колонію на території сучасної Північної Кароліни. Через брак припасів колонія не вижила.
Після підписання лондонської угоди в 1603 році Королівству Англія довелося припинити піратську діяльність, тож англійська корона почала розбудовувати власну колоніальну структуру. Англійські поселення стали виникати в Північній Америці й на островах Вест-Індії. Утворилася також приватна Британська Ост-Індійська компанія, що почала вести активну торгівлю з країнами Азії. Період від початку колонізації до втрати 13 американських колоній пізніше отримав назву «першої британської імперії».

### Британська колонізація Америки
На перших порах найважливіші й найприбутковіші колонії Королівства Англія виникли в басейні Карибського моря, хоча перші спроби поселень зазнавали невдач. Колонія у Гаяні, утворена в 1604 році, проіснувала лише два роки, оскільки не змогла виконати мети заснування — відкриття родовищ золота.
Швидко припинили існування колонії на островах Сент-Люсія і Гренада, але поселення на Сент-Кіттсі, засноване в 1624 році, поселення на Барбадосі (1627) і поселення на Невісі (1628) втрималися за рахунок організації цукрових плантацій за бразильською системою. Ця система залежала від рабської праці й від голландських кораблів, які привозили рабів і забирали цукор. Щоб зберегти ці дедалі спокусливіші прибутки за Королівством Англія, в 1651 році англійський парламент видав указ, що вести торгівлю з англійськими колоніями мають право лише англійські кораблі. Це призвело до низки англо-голландських воєн, результатом яких стало зміцнення англійських позицій в Америці за рахунок голландських. В 1665 році Королівство Англія анексувало острів Ямайка, відібравши його в іспанців, а в 1666 році колонізувало Багами.
Перше постійне англійське заморське поселення було засноване в 1607 році в Джеймстауні. Поселенням управляла Вірджинська компанія. В 1609 році були відкриті Бермудські острови, і відділення компанії встановило колонію й там. Ліцензія компанії була анульована в 1624 році, й корона отримала прямий контроль над поселеннями, таким чином заснувавши колонію Вірджинія. В 1610 році була заснована Ньюфаундлендська компанія з метою утворити постійне поселення на острові, але плани провалилися. В 1630 році був заснований Плімут, який став притулком для пуританських релігійних сепаратистів. Релігійні переслідування в Європі змушували багатьох людей зважитися на труднощі подорожі через Атлантику: колонія в Меріленді (1634) стала притулком для римо-католиків, колонія на Род-Айленді (1636) — терпимою для всіх релігійних течій, а колонія в Коннектикуті (1639) — для конгрегаціоналістів. Провінція Кароліна була заснована в 1663 році, в 1664 році англійським володінням стала нідерландська колонія Новий Амстердам, яку перейменували в Нью-Йорк. В 1681 році Вільям Пенн заснував Пенсільванію.
Континентальні колонії, південніші з яких постачали тютюн, бавовну й рис, а північніші — хутра і матеріали для військових потреб, мали менші успіхи з фінансової точки зору, але великі площі придатної для землеробства землі приваблювали більше іммігрантів із Королівства Англія, які, крім того, віддавали перевагу помірному клімату.
З перших років важливою складовою Британської імперії в Америці було рабство. До скасування работоргівлі в 1807 році Британія перевезла в Америку 3,5 млн африканських рабів — третину всіх рабів, перевезених через Атлантику. Щоб полегшити торгівлю рабами, на узбережжі західної Африки будували форти.

### Азія
Наприкінці 16-го століття Королівство Англія й Нідерланди розпочали боротьбу проти португальської монополії на торгівлю з Азією. Англійська і Голландська Ост-Індійські компанії спільними зусиллями організовували приватні венчурні компанії для плавання до берегів Індонезії, звідки привозилися спеції, та Індії, яка була важливим проміжним пунктом у торгівлі. Проте незабаром спільні зусилля перетворилися в запеклу конкурентну боротьбу, в якій Нідерланди здобули перевагу в Індонезії, а Королівство Англія в Індії, де 1613 році англійці заснували факторію (Сурат). На ту пору прогресивніша фінансова система голландців допомогла їм після трьох англо-голландських воєн міцніше заснуватися в Азії. Ворожнеча припинилася після Веселої революції, внаслідок якої голландець Вільгельм Оранський став королем Англії. За угодою між країнами торгівля спеціями залишилася в руках Нідерландів, а імпорт текстилю з Індії — за англійцями. Прибутки від торгівлі тканинами незабаром перегнали прибутки від торгівлі спеціями.
Протягом першого століття свого існування Ост-Індійська компанія зосереджувала свою увагу в основному на торгівлі, а не на розбудові імперської влади. Компанія не могла боротися з могутньою Могольською імперією, від якої одержала в 1617 році права на торгівлю.

### Глобальне протистояння з Францією
Кінець сімнадцятого століття і початок вісімнадцятого в Європі пройшли у війнах. Нідерландам довелося затратити надто велику частину свого бюджету на участь у європейських конфліктах, і Королівство Англія продовжувала зміцнювати свої позиції у світі. Основним супротивником Королівства Англія стала Франція.
У період з 1688 до 1697 проходила дев'ятирічна війна, яка завершилася без чітко визначених переможців, але зупинила експансію Франції в Європі. З 1701 до 1714 роки тривала війна за іспанську спадщину. Цю війну Франція із своїм союзником Іспанією програли. Іспанія втратила свої колонії в Європі, а Британія здобула чималі територіальні надбання: Ньюфаундленд й Акадія перейшли в її володіння від Франції, а Гібралтар і Менорка від Іспанії. Гібралтар став важливою морською базою, оскільки його розташування дозволяє контролювати вихід в Атлантику з Середземного моря. Крім того, Британія виборола в Іспанії право продавати рабів у Іспанській Америці.
Могольська імперія протягом 18 століття почала занепадати. Центр уваги Ост-Індійської компанії в Індії перемістився з Сурата, що був осередком торгівлі спеціями до форту Сент-Джордж, який пізніше став містом Мадрас, Бомбею, який потрапив у руки англійців в 1661 році як придане Катерини Браганзьської, і Сутануті, що, злившись із двома іншими селищами, став Калькутою.
1756 року розпочалася семирічна війна — перша з воєн, що велися в глобальному масштабі: в Європі, Індії, Північній Америці, на Карибах, на Філіппінах і в Африці. В 1757 році британці здобули перемогу у битві при Плессі, що здобуло для них контроль над Бенгалією. Паризький мирний договір 1763 року означав крах французьких амбіцій утвердитися в Північній Америці. Нова Франція перейшла під британський контроль, а Луїзіана — під іспанський. Іспанія уступила Британії Флориду. В Індії ще залишалися французькі анклави, але вони повинні були взяти зобов'язання підтримувати держави, які контролювала Британія. Отже, після закінчення семирічної війни Британія стала панівною колоніальною силою у світі.

## Розбудова другої Британської імперії (1789—1815)

### Втрата тринадцяти американських колоній
Протягом 60-тих і 70-тих років XVIII століття стосунки між американськими колоніями й Британією ставали дедалі напруженішими. Особливе невдоволення в колоніях викликали податки, якими їх обкладав британський парламент. У 1775 році чвари призвели до початку Війни за незалежність. Наступного року колоністи оголосили незалежність Сполучених Штатів Америки, й при підтримці Франції до 1783 року виграли війну. Втрата частини колоній в Америці вважається істориками подією, що визначила перехід від першої до другої імперії.
У 1776 році Адам Сміт у книзі «Багатство народів» відзначав, що колонії зайві, а на зміну меркантилістській політиці першого періоду колоніальної експансії повинна прийти вільна торгівля. Зростання обсягів торгівлі між Сполученими Штатами і Британією відразу ж після 1783 року підтвердили погляди Сміта про те, що для економічного успіху не потрібен політичний контроль.
Американська революція вплинула також на британську політику в Канаді. Під час революції на північ переселилося чимало лоялістів. Конституційний акт 1791 року створив провінції Верхня Канада і Нижня Канада (в основному франкомовна) з метою зменшити напруження між двома громадами. Акт також встановив у Канаді систему уряду, аналогічну британській, намагаючись утвердити імперську владу і не допустити до народного контролю над урядом, який, як вважалося, спричинився до американської революції. Під час війни 1812 року, коли США здійснили невдалу спробу розширити свої кордони на півдні, майбутнє Британської Північної Америки на короткий період опинилося під загрозою, але це була остання війна між Британією і США.

### Заслання в колонії, як міра покарання
Заслання в американські колонії за різноманітні правопорушення в Британії почало практикуватися в 1718. Відтоді через Атлантику щороку відправляли приблизно тисячу злочинців. Після втрати тринадцяти колоній в 1783 році довелося шукати нове місце заслання, і британський уряд звернув увагу на щойно відкриту Нову Голландію, яку пізніше перейменували в Австралію. Нову землю відкрив в 1770 році Джеймс Кук під час наукової експедиції в південну частину Тихого океану.
У 1778 році Куків ботанік Джозеф Бенкс обґрунтував доцільність організації місця позбавлення волі в Ботанічній затоці. В 1787 році туди відправили першу партію в'язнів. Метью Фліндерс довів, що Нова Голландія і Новий Південний Уельс складають єдину землю, обпливши в 1803 році новий земельний масив вздовж узбережжя. В 1826 році Сполучене Королівство формально заявило свої права на Австралію, заснувавши там військову базу. В 1829 році біля бази виникла колонія. Австралійські колонії незабаром отримали право на самоуправління й стали вигідними експортерами вовни й золота.

### Нота К'ю
У 1795 році французькі війська зайняли Нідерланди. Штатгальтер Республіки Сполучених провінцій Вільгельм V Оранський втік до Лондона. Тимчасовий уряд проголосив Батавську республіку. Скориставшись цим британський уряд змусив штатгальтера підписати так звану «Ноту К'ю», згідно з якою заморські володіння Нідерландів — Капська провінція, голландська Гвіана, Цейлон, індійські факторії, Малакка і теперішня Індонезія — опинилися під британською владою.

### Скасування рабства
Під дедалі більшим тиском руху аболіціоністів Сполучене королівство заборонило работоргівлю в 1807 році й незабаром почало вимагати від інших країн дотримуватися цього ж принципу. До середини 19-го століття зусиллями Британії торгівля рабами у світі була майже повністю викорінена. Акт, за яким не лише торгівля рабами, а й власне рабство, були поставлені за межею закону, був прийнятий в 1833 році й набрав чинності 1834 року.

### Війна з наполеонівською Францією
При правлінні Наполеона Франція знову кинула виклик Британії. На відміну від попередніх воєн, ця війна стала війною ідеологій: британського консерватизму і французької революційності. Франція загрожувала не лише домінуванню Великій Британії у світі, а й намагалася вторгнутися в саму Британію. Для перемоги Британії довелося затратити чимало ресурсів. Королівський флот, здобувши вирішальну перемогу над французьким у Трафальгарській битві в 1805 році, блокував французькі порти, Франція відповіла континентальною блокадою британських товарів.
Коли, зрештою, в 1815 році Наполеона було остаточно переможено, Британія знову виграла від мирних угод: Франція поступилася Іонічними островами і Мальтою, островами Сент-Люсія і Маврикієм. Іспанія віддала Тринідад і Тобаго. Від Нідерландів Британія отримала Гаяну й Капську колонію. Британія повернула Франції Гваделупу і Реюньйон, а Яву й Суринам Нідерландам.

### Правління Ост-Індійської компанії в Індії
Правлячи прямо чи при посередництві місцевих маріонеткових князів, Британія поступово розширювала свої володіння, тримаючи Індію в покорі за допомогою Індійської армії, яка на 80 % складалася з місцевих сипаїв.

## Імперське століття (1815—1914)
Період з 1815 року по 1914 рік чимало істориків називають імперським. Британській імперії в цьому столітті належало близько 10 млн квадратних миль територіїй у межах її володінь жило приблизно 400 млн людей. Після перемоги над Наполеоном у Британії не залишилося серйозного конкурента, крім Росії в Центральній Азії, а на просторах морів із нею взагалі ніхто не міг сперечатися. Британія взяла на себе роль світового полісмена. Цей стан справ називають Pax Britannica. Окрім номінальної влади над колоніями завдяки своєму впливові в світовій торгівлі Британія також контролювала економіку багатьох формально незалежних держав: країн Латинської Америки, Китаю, Сіаму.

### Азія
До ліквідації в 1858 році чільну роль у британській експансії в Азії відігравала Ост-Індійська компанія. Власні збройні сили компанії вперше об'єдналися з Королівським флотом під час семирічної війни і працювали далі пліч-о-пліч в Індії та за її межами. В 1799 році вони допомагали витурити наполеонівські війська з Єгипту, в 1811 відбивали у Нідерландів Яву, в 1819 допомагали встановити британське правління в Сингапурі, в 1824 — в Малацці, а в 1826 сприяли перемозі над Бірмою.
Базуючись в Індії компанія, починаючи з 1730 року, вела в значно більших масштабах і з дедалі більшим зиском торгівлю опіумом у Китаї. Технічно ця торгівля була нелегальною, оскільки династія Цін заборонила її в 1729 році. Проте вона допомагала збалансувати відтік срібла до Китаю в обмін на чай. У 1839 році китайські урядовці захопили в Кантоні 20 тис. скринь з опіумом, що стало початком Першої опіумної війни. Під час війни Британія захопила невеличкий острів Гонконг із метою використання як бази.
Ліквідацію компанії прискорило повстання сипаїв проти британського командування. Приводом повстання послужили чутки, що рушничні картриджі змащуються тваринним жиром. Картриджі потрібно було розкусити перед використанням, а тому така змазка викликала обурення як у індусів, так і в мусульман. Перші не могли погодитися з вживанням коров'ячого жиру, другі — свинячого. Проте причини повстання лежали глибше: в загрозі з боку британського проникнення індійській культурі й способу життя. Британські війська придушили повстання, але не без великих втрат. Після війни у 1857 році британський уряд взяв управління в свої руки, розпочавши період, який отримав назву британський радж. Наступного 1858 року Британська Ост-Індійська компанія була розпущена.

### Капська колонія
Капська колонія була заснована Голландською Ост-Індійською компанією на південному мисі Африки в 1652 році. Вона стала проміжним пунктом у плаваннях в Ост Індію. Британія формально отримала контроль над населеною в основному бурами колонію в 1806 році. Цьому передувала окупація в 1795 році, після того, як у Європі Нідерланди були захоплені французами. Імміграція з Британії почала зростати в 1820 році. Іммігранти витісняли тисячі бурів на північ, де вони заснували в 1830-х і 1840-х роках Трансвааль і Вільну Оранжеву республіку.

### Суецький канал
В 1875 році консервативний уряд Бенджаміна Дізраелі купив за 4 млн фунтів у загрузлого в боргах правителя Єгипту Ісмаїла 44 % акцій Суецького каналу з метою забезпечити контроль над стратегічним водним шляхом між Сполученим королівством і Індією. Суецький канал був відкритий за 6 років до того французами, якими на той час правив Наполеон III. Спільний із французами фінансовий контроль закінчився в 1882 році прямою окупацією британськими військами.

### Розділ Африки
В 1875 році двома головними європейськими володіннями в Африці були Алжир, що перебував у руках у Франції, і Капська колонія, яка належала Британії. До 1914 року формально незалежними залишалися лише Ефіопія і Ліберія. Перехід від непрямої імперії економічного контролю до прямого володіння відбувався в формі гарячкового захоплення територій європейськими державами. Сполучене королівство утримувалося від участі в першій хвилі цієї гарячки, оскільки було радше торговою, ніж колоніальною імперією. Але незабаром стало ясно, що для підтримання рівноваги сил, Британія повинна встановити власну імперію в Африці.
Французька, бельгійська й португальська активність у низов'ях річки Конго загрожували впорядкованому проникненню в тропічну Африку. Берлінська конференція 1884—1885 років, намагаючись запобігти гарячковій конкуренції в захопленні земель, встановила правила міжнародного визнання територіальних претензій європейських держав. Ці правила вимагали «ефективної окупації», що призвело до необхідності вводу на африканські території збройних сил.
Сполучене королівство, занепокоєне загрозою Суецькому каналу, в 1882 році захопило Єгипет, а щоб встановити міцний контроль над долиною Нілу, захопило в 1896—1902 роках Судан. Це призвело до воєнної конфронтації з французькою військовою експедицією при Фашоді у вересні 1898 року.
В 1902 році, після завершення другої англо-бурської війни 1899—1902 років, Британія повністю захопила Трансвааль і Оранжеву республіку. Пізніше, в 1910 році чотири колонії: Наталь, Трансвааль, Оранжеву республіку і Капську провінцію об'єднали в єдиний Південно-Африканський Союз.
Сесіль Родс, якому належала Британська Південно-Африканська компанія, став піонером підкорення північніших територій. Роудс поширив британські володіння, утворивши Родезію. Він мріяв про прокладення залізниці від Кейптауна до Александрії, чинячи тиск на уряд із метою подальших завоювань в Африці. Ці плани побудувати сполучення між стратегічно важливим каналом і багатим сировиною півднем призвели до подальших завоювань. На заваді їхнього здійснення принаймні до закінчення першої світової війни стала німецька окупація Танганьїки.
Парадоксально, що Сполучене королівство, яке завжди палко відстоювало принципи вільної торгівлі, станом на 1914 рік, мало найбільші завоювання в Африці. Під його контролем опинилося 30 % африканського населення. Для порівняння Франція мала 15 %, Німеччина — 9 %, Бельгія — 7 %, Італія — 1 %.

### Самоуправління колоній білих поселенців
Британська імперія розпочала перетворюватися в співдружність ще в період імперського століття. В 1867 році статус домініона отримала Канада, в якій самоуправління здійснювалося ще раніше, в 1901 році — Австралія, в 1907 — Нова Зеландія і Ньюфаундленд, в 1910 — щойно заснований Південноафриканський союз. Керівники новоутворених держав збиралися на Колоніальні (імперські) конференції, перша з яких була проведена в Лондоні в 1887 році.
Міжнародними стосунками домініонів досі управляв Форін офіс Сполученого королівства. В 1909 році Канада створила Відділ міжнародних справ, але дипломатичні відносини з іншими державами продовжували проходити через генерал-губернатора і британські дипломатичні представництва. Проте домініони мали значну свободу у виробленні власної політики там, де вони не входили в конфлікт з інтересами Британії.
Військові підрозділи домініонів спочатку входили до єдиної військової і військово-морської структури імперії, але, зважаючи на нові загрози в Європі, де швидкими темпами зростав німецький флот, підтримувати таке положення стало важко. В 1909 році було вирішено, що домініони матимуть власні військово-морські сили.

## Перша світова війна (1914—1918)
Коли Британія оголосила в 1914 році війну Німецькій імперії та її союзникам Австро-Угорській імперії й Османській імперії, колонії і домініони стали цінним військовим, фінансовим і матеріальним ресурсом. Незабаром після початку військових дій Британія окупувала німецькі колонії в Африці, хоча німецькі війська в східній Африці залишилися непереможеними до кінця війни. В Тихоокеанському регіоні Австралія і Нова Зеландія захопили, відповідно, Німецьку Нову Гвінею і Самоа. Вклад австралійських і новозеландських сил у битву при Ґалліполі підняв у колоніях рівень національної свідомості й став вододілом у переході Австралії і Нової Зеландії від статусу колоній до статусу незалежних держав. Обидві країни досі продовжують святкувати роковини цієї події. Схожі почуття викликає битва за хребет Вімі у канадців. В 1917 році був організований Імперський воєнний кабінет, який за участі прем'єр-міністрів усіх домініонів координував імперську політику.

## Період між світовими війнами
Наслідком першої світової війни стало значне розширення британських володінь. За мандатом Ліги Націй Британія отримала контроль над Палестиною й Іраком, які раніше належали Османській імперії, а також над колишніми німецькими колоніями Танганьїкою і Південно-західною Африкою (зараз Намібія), Новою Гвінеєю. Останні дві території фактично управлялися Південною Африкою і Австралією, відповідно.
В 1920-х роках статус домініонів стрімко змінився. Формально домініони не мали права голосу при прийнятті рішення про оголошення війни, але їхні підписи стояли під Версальським договором. Ліга націй віддала колишні німецькі колонії під опіку домініонів. Небажання заморських володінь британської корони брати участь у військовій акції проти Туреччини в 1922 році змусило Британію шукати мирного вирішення проблем.
Повну незалежність домініони формально отримали в 1931 році, коли був укладений Вестмінстерський статут — кожен із домініонів став рівним за статусом зі Сполученим королівством, незалежним у міжнародних відносинах, на них перестало поширюватися британське законодавство.
Уже в 1923 році Канада уклала цілком самостійну міжнародну угоду, а в 1928 році в Оттаві відкрилося британське посольство. Монополія генерал-губернатора на міжнародні справи припинилася. В 1927 році Канада відкрила свою першу постійну дипломатичну місію — в американському Вашингтоні. Австралія вчинила аналогічно в 1940 році.

## Рух ірландського народу за «Гомрул»
Після унії 1801 року Ірландія вважалася складовою частиною Великої Британії, але фактично залишалася на положенні її напівколонії. За роки британського панування ірландці втрачали свою самобутню культуру, але все ж продовжували відстоювати право на незалежність. Національні суперечності на острові перепліталися із соціальними, оскільки більша частина ірландських земель належала британським лендлордам.
Падіння цін на продукцію сільського господарства й конкуренція дешевого заокеанського зерна посилили злидні ірландських селян; багато з них втратили землю. Під впливом голоду на острові почастішали «аграрні злочини» — самовільні захоплення земель, підпали, псування худоби. Успішно застосовувалася селянами й тактика бойкоту лендлордів та їхніх керівників.
Створена 1879 року ірландська «Земельна ліга» додала стихійним виступам селян організований характер. Ліга зажадала конфіскації володінь лендлордів і одночасно організувала масові акції протесту проти насильницького позбавлення орендарів землі. Небачений раніше розмах аграрних виступів змусив уряд Вільяма Гладстона провести в Ірландії 1881 року помірковану земельну реформу. Олію у вогонь підливало й релігійне протистояння між ірландцями й англійцями. Ірландці, в релігійному плані ідентифікують себе з католицькою церквою, а англійці належать до протестантської громади. Релігійні суперечності полягали у тривалому протистоянні протестантської меншини католицькій більшості.
Територіальні суперечності полягають у прагненні ірландського населення Ольстера об'єднатися з рештою Ірландії, оскільки північно-ірландська територія є її історичною частиною.
Політичні прагнення ірландців полягали в прагненні до самовизначення, створенні власних державних інститутів, не останню роль відіграло бажання певних кіл ольстерської еліти, деяких членів підвищити свій статус за допомогою створення власної державності і отримання доступу до владних ресурсів. Соціально–економічні причини лежали у домінуванні протестантів-вихідців із Британії в економіці Північної Ірландії і проявлялися в дискримінації католиків при проведенні житлової політики, працевлаштуванні, що викликало обурення ірландських націоналістів.
Психологічні фактори пов'язані з відмінностями в етнокультурному психотипі ірландців–католиків і протестантів, їхнім взаємним нерозумінням, прагненням обох громад до консолідації, найчастіше ескалації насильства, заснованого на помсті. З ними тісно переплетені власне етнічні проблеми, які є базовою складовою конфлікту, що проявлялися в дискримінації в мовній, соціальній, трудовій, політичній сферах ірландців до отримання незалежності від етнічно чужих їм англійців і нарешті прагненням об'єднатися з рештою Ірландії.
На рубежі 70—80-х років в Ірландії активізується і національний рух, що набув форми боротьби за гомрул (самоврядування) країни.
Гомруль (англ. home rule, власне самоврядування) — програма самоврядування Ірландії в рамках Британської імперії, висунута в 1870-ті роки. Ірландці, обрані в британський парламент, співпрацювали з лібералами, сподіваючись на їхню підтримку в цьому питанні. Коли ж їхні надії не виправдалися, ірландські депутати застосували тактику парламентської обструкції. Лідеру ірландських націоналістів Чарльзу Парнеллу вдалося заручитися підтримкою «Земельної ліги», що додало руху за гомруль нову силу. Ігнорувати його Вільям Гладстон вже не міг, тим більше, що після виборів 1885 року численна ірландська фракція, об'єднавшись із консерваторами, в будь-який момент могла скинути ліберальний уряд.
1886 року кабінет Гладстона вніс до парламенту поміркований законопроєкт про гомруль, що передбачав відновлення в Ірландії парламенту з обмеженими повноваженнями. Однак, білль не тільки викликав шалений опір консерваторів, але й привів до розколу Ліберальної партії. Частина лібералів на чолі з Чемберленом утворила фракцію «ліберал-юніоністів» (тобто прихильників унії з Ірландією) і разом із консерваторами зірвала проведення закону.
Фракція ірландських націоналістів, яка боролася за автономію країни, не тільки зміцнилася організаційно, а й з успіхом застосовувала тактику обструкції у Вестмінстері, але зуміла спертися на масовий рух населення Ірландії. Коли ж, використовуючи свої удосконалені можливості, націоналісти перейшли в 1885—1886 роках до тактики «парламентських гойдалок» (тобто блокування з тією партією, яка найбільшою мірою враховувала її вимоги), то робота двопартійного механізму була серйозно порушена.
Включно до 1885 лідер лібералів Гладстон, голова центристів Харкорт і сам Чемберлен — сподівалися звести самоврядування в Ірландії до розширення повноважень її муніципальних рад або до створення центрального адміністративного органу з функціями трохи ширшими, ніж у ради англійських графств. Чемберлен за згодою Гладстона вступив у переговори з лідером націоналістів Парнеллом про введення в Ірландії самоврядування. Було запропоновано план створення Ірландської Центральної Ради (ІЦС), або Ірландського управління, яке повинно було займатися внутрішніми справами Зеленого острова. За допомогою цієї поміркованої реформи Чемберлен розраховував раз і назавжди зняти питання про гомруль.
Ірландська Центральна Рада мала наділяться деякими законодавчими функціями: до її компетенції відносилися питання, що стосувалися початкової та середньої освіти, закони про бідних, санітарна адміністрація та громадські роботи. Члени ІЦС повинні були обиратися місцевими графськими радами, які у свою чергу, обираються населенням.
За підтримки католицьких єпископів Ірландії, які вплинули на Парнелла, угоди було досягнуто, але лідер націоналістів не знімав вимогу про гомруль. Про хід переговорів, які тоді носили неофіційний характер, був поінформований і Гладстон. Він вловив у задумі Чемберлена перспективу умиротворення Ірландії і вирішив підтримати його. Чемберлен не міг не враховувати, що на майбутніх загальних виборах до парламенту ірландці, які проживають в англійських містах, матимуть можливість вплинути на результат голосування у ряді округів; що парнелліти можуть здобути в майбутньому парламенті приблизно 80 місць.
Гладстон хотів залагодити ірландське питання не для розв'язання проблем внутрішньопартійних, не заради своїх власних амбіцій, а лише через те, що питання про надання гомруля Ірландії стало першочерговим у суспільному житті країни.
25 квітня 1885 року Чемберлен вніс на розгляд кабінету спеціальний меморандум під назвою «Місцеве самоврядування в Ірландії», де виклав принципи майбутнього проєкту. Ретельно підготовлений план угоди провалився, і це було крім усього іншого особистою поразкою самого Чемберлена.

## Незалежність Ірландії
Акт про уряд Ірландії 1914 року повинен був забезпечити самостійність Ірландії, але перша світова війна затримала здійснення цього плану на невизначений час. Під час Великодних свят 1916 року в Дубліні відбулося невдале збройне повстання, в якому брали участь різношерстні групи націоналістів і соціалістів. Починаючи з 1919 року Ірландська республіканська армія почала вести партизанську війну за від'єднання від Сполученого королівства. Англо-ірландська війна завершилася в 1921 році підписанням англо-ірландської угоди. Угода затвердила поділ Ірландії на дві держави. Вільна Ірландія стала домініоном у складі Британської співдружності, а шість графств на півночі острова, в яких більшість населення становили протестанти, залишилися частиною Сполученого королівства під назвою Північна Ірландія. Вільна Ірландія перетворилася в Республіку Ірландію. В 1949 році, коли формально утворилася Британська співдружність, Республіка Ірландія вийшла з її складу.
Ще до 1998 року конституція Республіки Ірландії проголошувала Північну Ірландію своєю територією. Питання про те, кому повинна належати Північна Ірландія запалило довготривалий кривавий конфлікт. Белфастська угода 1998 року принесла перемир'я між основними силами, які брали участь у цьому конфлікті.

## Деколонізація і занепад
14 серпня 1941 року на борту британського лінкора «Принц Уельський» в бухті Арджентії (Ньюфаундленд) президентом США Рузвельтом і прем'єром Черчілем була підписана Атлантична хартія, що визначала принципи побудови післявоєнного світу. Американська сторона обумовлювала свою допомогу Британії розпуском її колоніальної імперії. Міжнародні банкіри, які від початку 20 століття перебралися з Британії в США, прагнули доступу до ресурсів і ринків, без посередництва адміністративних важелів британських колоніальних урядів. Черчіль пручався, але змушений був погодитися на компромісне формулювання, що колонії звільняться «за вільно висловленим бажанням зацікавлених народів». Британській імперії був підписаний вирок.
Хоча Сполучене королівство з союзниками перемогли в другій світовій війні, економічні витрати на війну набагато перевищили витрати на першу світову. Британія пережила важкі бомбардування. Вже доволі ослаблене торгове й фінансове лідерство Сполученого королівства занепало ще більше, на перші ролі у світовій економіці стали виходити Сполучені Штати Америки. Зростання антибританських настроїв у колоніях і зміна економічного становища стали важким випробовуванням для імперської влади. Упродовж двох повоєнних десятиліть більшість колоній стали незалежними державами.

### Домініони
Оголошення Сполученим королівством війни Німеччині у вересні 1939 року не поширювалося автоматично на домініони. Проте всі вони, крім Ірландії, оголосили Німеччину ворогом. Ірландія, яка роком перед тим добилася виведення британських кораблів зі своїх портів, вирішила притримуватися позиції нейтралітету. Австралія вступила у війну союзником Британії. Під час війни австралійці залишилися незадоволеними тим, як Черчіль використовував їхні війська на Близькому Сході.
Після війни, в 1951 році, Австралія й Нова Зеландія утворили регіональну організацію безпеки АНЗЮС зі США. Ще більше ослабилися зв'язки з домініонами, коли в 1961 році Сполучене королівство взяло курс на утворення європейського співтовариства, що припинило привілегійований статус домініонів на британському ринку.
В січні 1947 році Канада стала першим домініоном, який почав надавати своїм жителям права громадянства. При цьому ще до 1977 року вони зберігали також статус британських підданих. В 1982 році Канада першою з домініонів затвердила власну конституцію.

### Кінець британського раджу
Британська імперія втратила найціннішу колонію, Індію, яку називали перлиною корони, коли в серпні 1947 року після 40-річної боротьби під проводом Індійського національного конгресу на чолі з Махатмою Ганді, Індія добилася спочатку самоуправління, а потім повного суверенітету. Інша організація під назвою Мусульманська ліга на чолі з Мухаммедом Алі Джінна досягла створення окремої мусульманської держави Пакистан (пізніше Східний Пакистан отримав незалежність і тепер відомий під назвою Бангладеш). Поділ Індії призвів до необхідності переселення великих людських мас. Після періоду насильства й заворушень, що забрали сотні тисяч людських життів, утворився Домініон Пакистан (через деякий час Ісламська республіка Пакистан) та Індійський Союз (через певний час Республіка Індія).

### Палестина
Мандат Сполученого Королівства на Палестину закінчився в 1948 році. Зважаючи на відверту війну між єврейським і арабським населенням, британці відкликали свої війська.

### Південно-східна Азія і Цейлон
Бірма отримала незалежність у 1948 році. Вона повністю вийшла зі Співдружності, ставши першою державою після США, яка повністю розірвала зв'язки з британцями. В тому ж році отримали незалежність Цейлон і Малайзія, залишаючись у Співдружності.
Сингапур здобув незалежність у два етапи. Британці не вірили в те, що Сингапур досить великий, щоб самому захищатись від ворогів. Тому Сингапур разом із Малаєю, Сараваком, Північним Борнео і Сабатом, отримавши незалежність від імперії, утворили Малайську Федерацію. Цей союз проіснував недовго. В 1965 році Сингапур вийшов зі складу Малайзії, отримавши повну незалежність, хоча Сполучене королівство продовжувало надавати йому військовий захист.
В 1984 році закінчився протекторат Сполученого королівства над Брунеєм, хоча на прохання уряду країни британська армія зберігає військову присутність у султанаті.

### Суецька криза
Неспроможність Британії яскраво проявилася при Суецькій кризі 1956 року, при якій британцям протистояли США та Радянський Союз. Британія здійснила вторгнення в Єгипет при підтримці Франції та Ізраїлю. Британський прем'єр-міністр Ентоні Іден не на жарт розлютив американського президента Дуайта Ейзенхауера тим, що не порадився з американцями, і Ейзенхауер відмовився підтримувати вторгнення. Ейзенхауер також боявся широкомасштабної війни з Радянським Союзом, оскільки Микита Хрущов пригрозив виступити на боці Єгипту. Американський президент використав фінансові важелі, загрожуючи продати американські резерви британського фунта й викликати таким чином колапс британської валюти. Хоча у військовому відношенні вторгнення було успішним і мета відновлення контролю за Суецьким каналом, досягнута, Британія була змушена з ганьбою відвести свої війська. Іден подав у відставку.
Суецька криза підтвердила зменшення ролі Британії на світовій сцені й показала, що надалі Сполучене Королівство не матиме змоги діяти без принаймні згоди, якщо не підтримки Сполучених Штатів. Суецькі події нанесли глибоку рану британському гонору. Один із членів парламенту назвав цю подію британським Ватерлоо, інший оголосив, що Британія стала американським сателітом. Пізніше Маргарет Тетчер назвала стан, в який потрапила британська політика, «суецьким синдромом». Одужати від цієї хвороби Британія не могла аж до Фолклендської війни 1982 року.
Хоча Суецька криза призвела до послаблення Британської ролі на Близькому Сході, Британська присутність не зникла зовсім. Британські війська повернулися в регіон, в 1957 році відбулося вторгнення в Оман, в 1958 — в Йорданію, в 1961-му — в Кувейт, хоча в цих випадках британці подбали про те, щоб заручитися американським схваленням, оскільки політика нового прем'єр-міністра Гарольда Макміллана притримувалася чіткого проамериканського курсу. Протягом ще одної декади Британія зберігала присутність на Близькому Сході, вивівши свої сили з Адену в 1967 році й Бахрейну в 1971.

### Середземномор'я
В 1960 році утворенням Кіпру завершилася партизанська війна, яку вели грецькі кіпріоти за возз'єднання з Грецією. Проте Британія зберегла на острові дві військові бази — Акротирі і Декелію. Середземноморські острови Мальта й Гоцо отримали незалежність від Сполученого Королівства в 1964 році.

### Африка
Кінець Британської імперії настав дуже швидко. В 1957 році після десяти років політичної боротьби отримала незалежність Гана, далі Нігерія і Сомалі (1960), Сьєрра-Леоне (1961), Уганда (1962), Кенія і Занзібар (1963), Танганьїка (1963), Гамбія (1965), Лесото (колишня назва Басутоленд) (1966), Ботсвана (Бечуаналенд) (1967) і Свазіленд (1968).
Здобуття незалежності африканськими країнами ускладнювала проблема білих поселенців. Кривавий конфлікт виник у Кенії і отримав назву повстання Мау-Мау. Правління білої меншості в Південній Африці залишалося наболілим питанням у Британській Співдружності аж до виходу з неї Південно-Африканського Союзу в 1961 році.
Хоча Федерація Родезії і Ньясаленду, що перебувала під контролем білої меншості, припинила своє існування в 1964 році з утворенням Малаві (раніше Ньясаленд) і Замбії (раніше Північна Родезія), біла меншість у Південній Родезії, яка ще з 1923 року мала статус колонії з самоуправлінням, оголосила свою незалежність, не передавши владу чорношкірій більшості. При підтримці режиму апартеїду в Південній Африці й португальського правління в Анголі та Мозамбіку біла меншість продовжувала правити до 1979 року, коли була досягнута угода, за якою припинялася партизанська війна в буші й створювалася нова країна Зімбабве.

### Кариби
Більшість територій, що належали Британії на Карибських островах, вибрали незалежність після розвалу Федерації Вест-Індії, яка проіснувала з 1958 по 1962 рік. Незалежність отримали Ямайка (1962), Тринідад і Тобаго (1962), Барбадос (1966) та інші менші остови. Останньою утворилася держава Антигуа і Барбуда в 1981 році.
Гвіана отримала незалежність від Сполученого Королівства в 1966 році й стала республікою в 1970.
Остання колонія Сполученого Королівства на континенті, Британський Гондурас отримав самоуправління в 1964 році, був перейменований у Беліз в 1973 і отримав повну незалежність у 1981 році.

### Рокол
Останнім придбанням Сполученого Королівства став острів Рокол — безлюдна скеля в Атлантичному океані. Збентежені тим, що Радянський Союз може слідкувати за випробовуваннями британських ракет, британці офіційно оголосили острів власністю королеви в 1955 році. В 1972 році акт парламенту офіційно включив острів Рокол до складу Сполученого Королівства.

### Фолклендська війна
В 1982 році Аргентина висадила війська на Фолклендських островах, посилаючись на древні претензії часів Іспанської імперії. Рішуча й успішна відсіч британських військових сил розцінюється багатьма, як ознака призупинення тенденції падіння ролі Сполученого Королівства, як супердержави.

### Передача Гонконгу
У 1997 році Гонконг став особливим адміністративним регіоном у складі Китайської Народної Республіки. Для багатьох передача Британією останньої великої за кількістю населення колонії ознаменувала кінець Британської імперії.

### 21 століття
Існують певні дискусії щодо того, чи ознаменувала ця передача кінець Імперії через існування залежних від Британії територій.

## Спадщина
Сполучене Королівство зберігає суверенітет над чотирнадцятьма територіями за межами Британських островів, відомих під загальною назвою британські заморські території. Вони залишаються під британським правлінням, оскільки місцеве населення не прагне незалежності, або ж складається з військового чи наукового персоналу. Британський суверенітет над кількома заморськими територіями оспорюється географічними сусідами: Іспанія вимагає повернення Гібралтару, Аргентина — Фолклендських островів і Південної Джорджії та Південних Сандвічевих островів, а на Британську територію в Індійському океані претендують Маврикій та Сейшели. Британська антарктична територія оспорюється водночас Аргентиною й Чилі. Водночас чимало народів не визнає будь-яких претензій на Антарктику.
Більшість колишніх британських колоній і одна колишня португальська колонія є членами Співдружності націй, неполітичного добровільного об'єднання рівних, у якому Сполучене Королівство не має привілегійованого статусу. Наразі Співдружність очолює король Чарльз ІІІ. П'ятнадцять членів Співдружності продовжують вважати короля своїм верховним правителем.
Чимало колишніх британських колоній характеризуються спільними рисами:
- Англійською мовою, як основною чи другою[54].
- Демократичною парламентською системою за зразком Вестмінстерської[1].
- Юридичною системою, що базується на британських законах. Судовий комітет Таємної Ради[en], один із найвищих апеляційних судів Сполученого Королівства продовжує виконувати функції апеляційного суду кількох колишніх колоній.
- Організацією війська, поліції та громадської служби за британським зразком.
- Англійською, а пізніше імперською, системою мір. США, що користуються старою британською системою, Кіпр та Бірма — єдині колишні британські колонії, що офіційно не впровадили метричну систему. Проте, навіть у тих країнах, що перейшли до метричної системи мір, як-от Канада, Беліз, Сьєрра-Леоне, британська система продовжує широко застосовуватись.
- Освітніми установами, що мають за зразок Оксфорд і Кембридж.
- Лівостороннім рухом, за винятком Північної Америки і Північної Африки[55].
- Популярністю крикету й регбі.

Британська імперія залишила в спадщину також кілька конфліктів: Гватемала претендує на Беліз, Індія й Пакистан оспорюють Кашмір. Спадщиною британського правління можна вважати Ізраїльсько-Палестинський конфлікт і різноманітні конфлікти в Африці, де кордони держав не є такими, що розмежовують народи й релігії. Мільйони британців переселилися деінде з Британських островів, і стосунки між ними та тубільним населенням не завжди найкращі. Продовжується конфлікт в Ірландії між католицькою і протестантською громадами. Крім того, Британія сприяла переселенню великих мас людей між колоніями, що призводить до таких конфліктів, як вигнання індійців з Уганди в 1972 році. Зазнав змін також етнічний склад населення Британських островів.